# St. Michael (Arget)

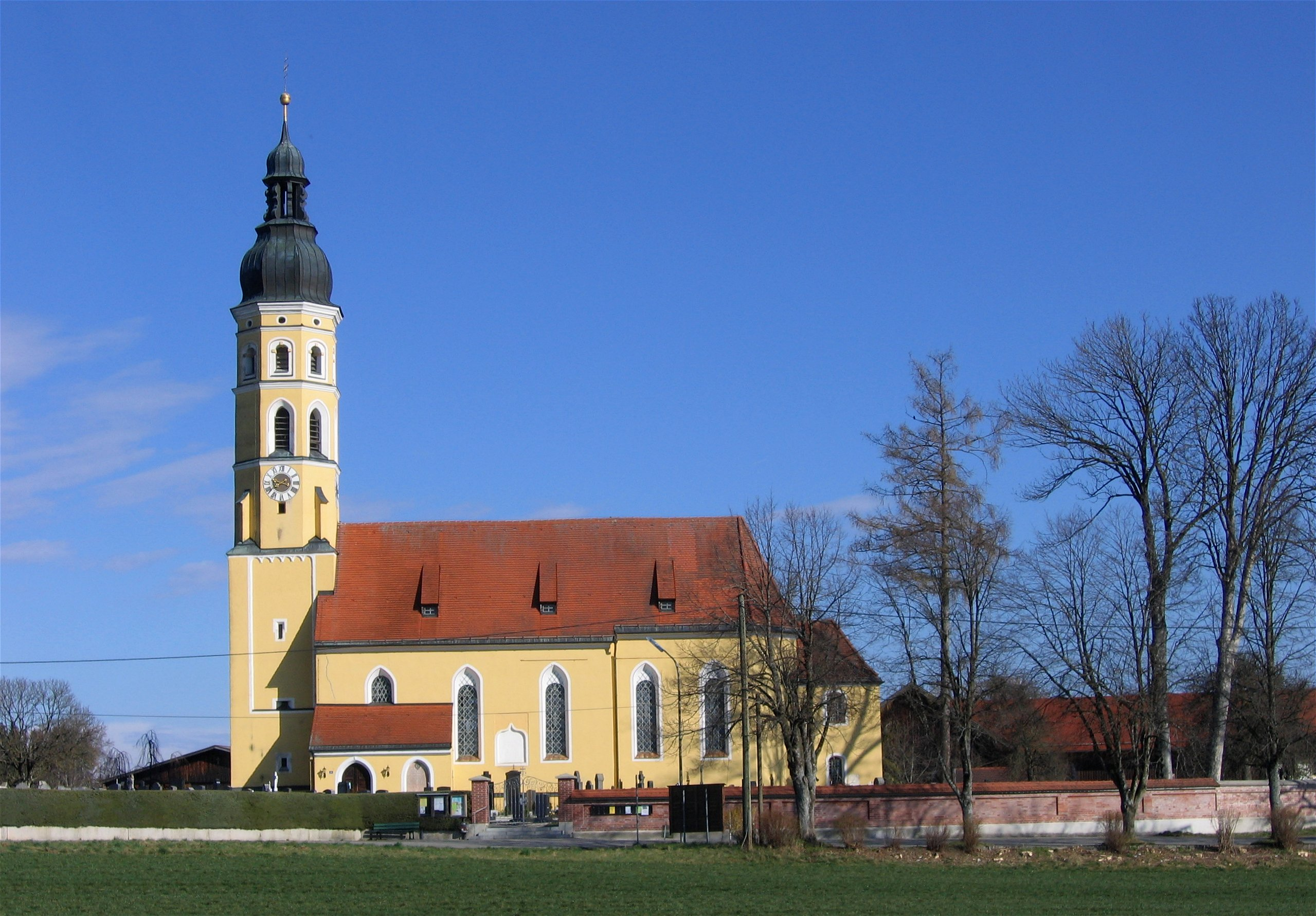
Die Pfarrkirche St. Michael zu Arget

Die römisch-katholische Pfarrkirche St. Michael ist eine spätgotische Saalkirche im Ortsteil Arget der Gemeinde Sauerlach im oberbayerischen Landkreis München. Seit dem Jahr 2007 bildet sie zusammen mit St. Andreas in Sauerlach und seit dem Jahr 2012 mit St. Margaret in Altkirchen den Pfarrverband Sauerlach im Dekanat Ottobrunn des Erzbistums München und Freising.

## Geschichte und Architektur

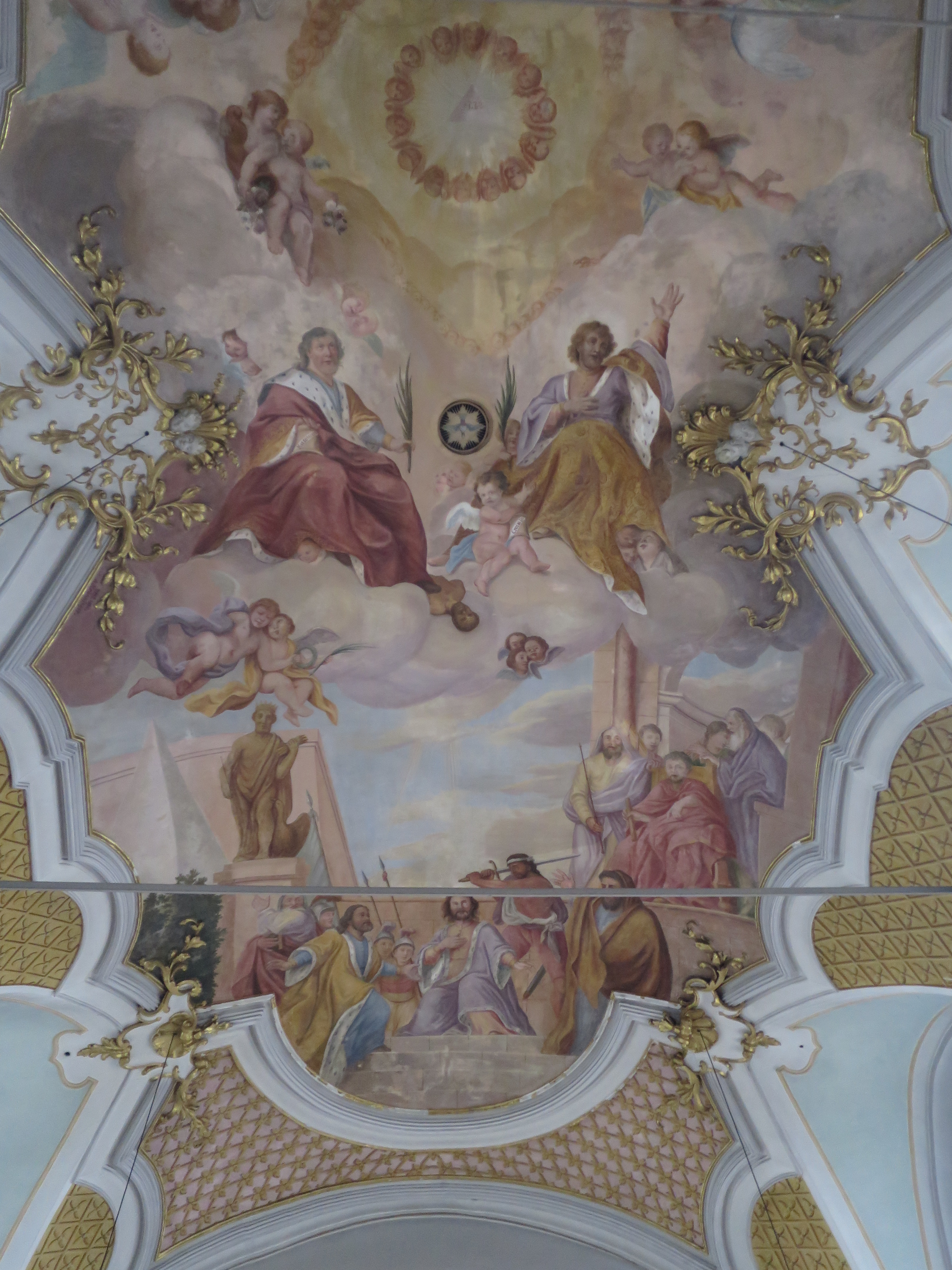
Deckengemälde im Langhaus: Verherrlichung und Martyrium der Hl. Cosmas und Damian, 1784 von J.B. Wageneck

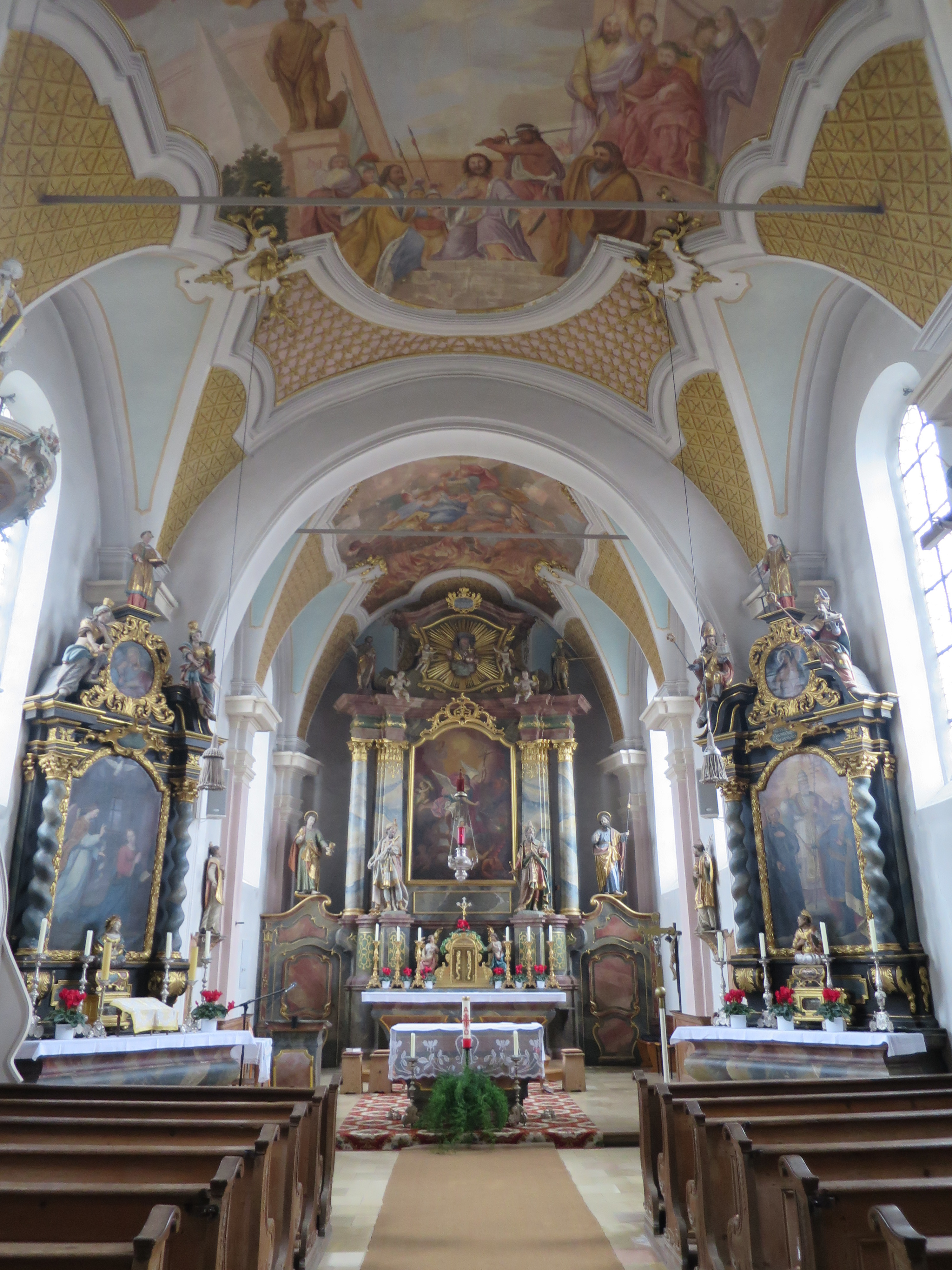
Hoch- und Seitenaltäre

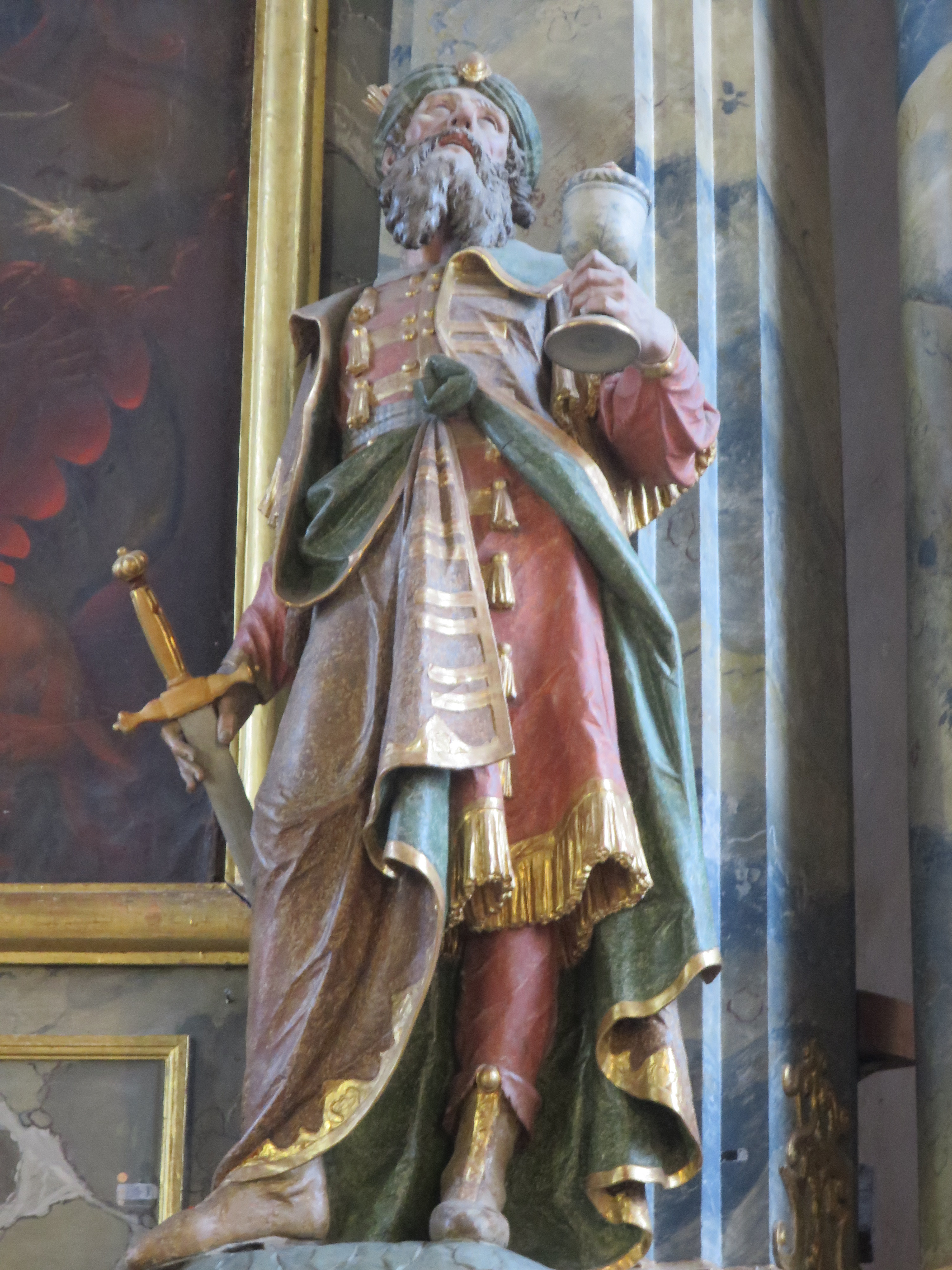
Hl. Damian, 1775 ebenfalls von Ignaz Günther

Die Pfarrkirche St. Michael zu Arget wurde Anfang des 16. Jahrhunderts im gotischen Stil erbaut, nachdem die damals bereits vorhandene romanische Kirche aus dem Jahre 1315 ein Raub der Flammen geworden war. Überreste dieser ersten romanischen Kirche sind noch heute im Kern des Kirchturms zu finden. Der Großteil des Baumaterials stammt aus den „Darchinger Brüchen“ und aus dem Ziegelweiher im nahen Wald, westlich der Kirche.
Anlässlich einer bischöflichen Visitation im Jahre 1610 erhielt der damalige Pfarrer Wildenroth 85 Gulden zur „Verschönerung der Kirche“. Damit konnte der jetzige Hochaltar in Auftrag gegeben werden. 1651 mussten zudem die Fenster neu gefasst werden. Bei dieser Gelegenheit wurden die gotischen Spitzbögen übermauert. Im Jahr 1658 entstand der jetzige Marienaltar.

Im Jahr 1669 brachte ein heftiger Sturm den Kirchturm zum Einsturz. Er fiel genau auf das Kirchendach, durchschlug es und brachte das gotische Spitzbogengewölbe zum Einsturz. Beim Wiederaufbau erhielt die Kirche das jetzige Tonnengewölbe und einen neuen Turm nach dem Vorbild der Theatinerkirche (München). Die Kirche ist ein spätgotischer Saalbau im eingezogenen dreiseitig geschlossenen Chor und angefügter Sakristei.

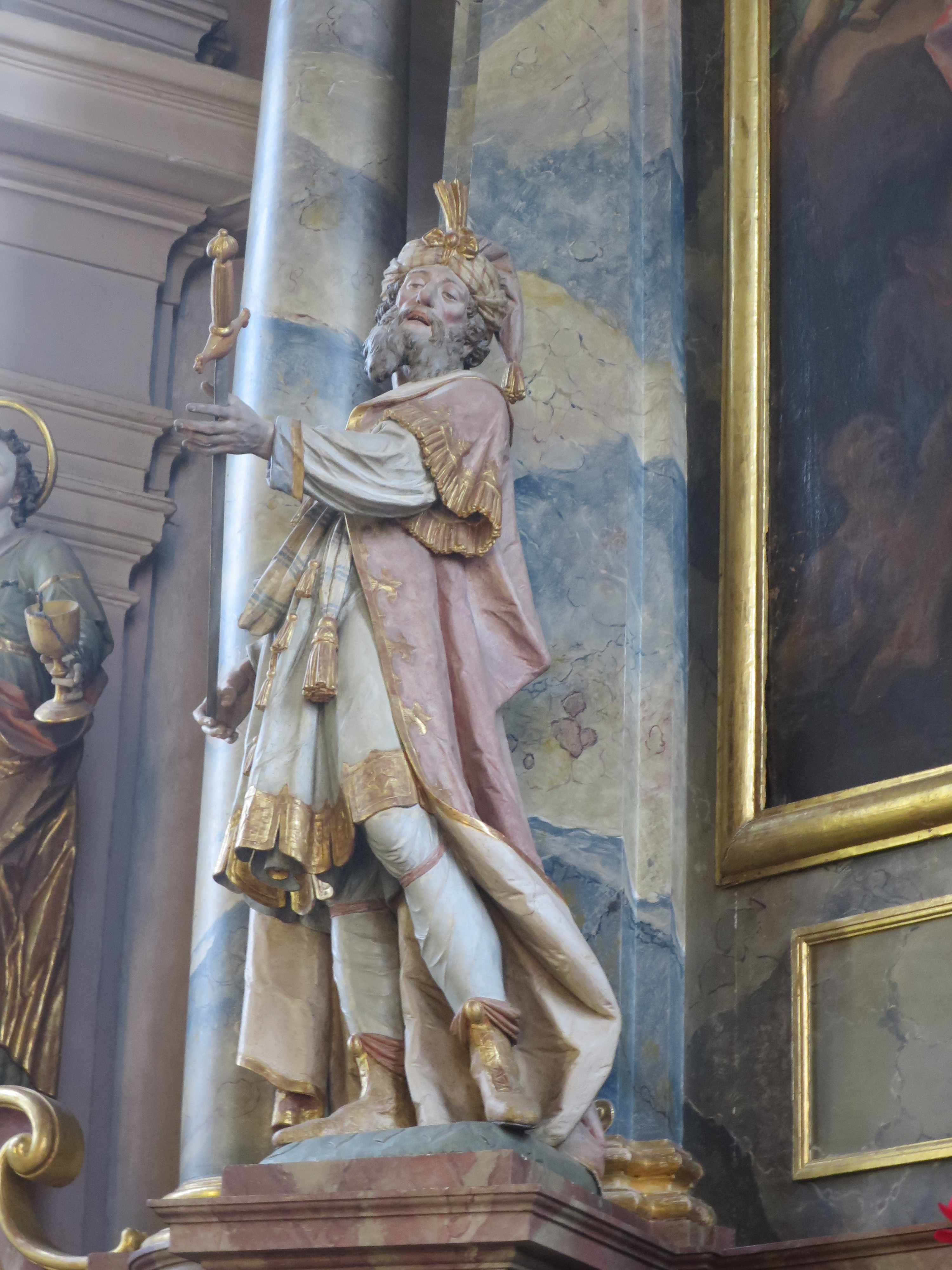
Hl. Cosmas, 1775 von Ignaz Günther

## Ausstattung
Zu den ältesten Kostbarkeiten der Pfarrkirche gehört der Christus am Kreuz, eine bemalte Holzfigur aus dem 16. Jahrhundert. Sie befand sich ursprünglich an der südlichen Außenwand der Kirche, neben der Nische, in der ursprünglich auch ein Ölberg-Fresko gewesen sein soll.
Die Kanzel erinnert an die Stuckarbeiten im Schloss Nymphenburg und soll von den Wittelsbachern gestiftet worden sein. Die beiden wertvollsten Schätze sind die Figuren der Hl. Cosmas und Damian in morgenländischer Tracht, links und rechts auf dem Hochaltar. Sie stammen aus der Schule des Ignaz Günther. Für sie sind der Meister und seiner Schwiegervater um die Jahre 1774/75 eigens Modell gestanden und gelten mit als dessen letzte Werke.
Um 1750 dürfte auch der Hl. Nepomuk aus der Hand des Oberammergauer Künstlers Johann Schauer entstanden sein. 1976 wurde der Pfarrkirche diese lebensgroße Figur von Elisabeth Tauscher aus Ottobrunn gestiftet und von Otto Starzner aus Landshut renoviert.
Seit dem Jahr 1996 befindet sich zudem in der Kirche eine Taufkapelle. Der Taufstein ist romanischen Ursprungs. Der Kreuzweg in der Kirche stammt aus der Zeit um 1880, er wurde 1996 instand gesetzt und am 14. Februar 1997 von Weihbischof Engelbert Siebler feierlich eingeweiht.

## Patrozinium
Die Pfarrkirche ist dem Hl. Erzengel Michael geweiht, nach dem Vorbild der Jesuitenkirche St. Michael in München. Dort ruhen auch die Reliquien der Heiligen Cosmas und Damian.

## Sonstiges
Das Feldkreuz gegenüber dem Eingang der Kirche erinnert an die zahlreichen Toten der Pest, die dort begraben sind. Die Pfarrkirche sowie die historische, in Teilen erhaltene Friedhofsmauer sind als Baudenkmal unter der Listennummer D-1-84-141-37 in der Bayerischen Denkmalliste aufgeführt.